# Gemini (группа, Швеция)
Gemini — шведский поп-дуэт 1980-х.

## История
Участники дуэта — брат и сестра — Карен и Андерс Гленмарк — родились в музыкальной семье, владевшей студией звукозаписи GlenDisc в Стокгольме. На этой студии в начале 1970-х годов записывался популярный шведский квартет ABBA — Андерс даже сыграл на гитаре в знаменитой песне «Money, Money, Money». Уже в 1960-х Карен и Андерс участвовали в различных группах, а в 1970-х были частью квартета «Glenmarks», где помимо них был их дядя Бруно Гленмарк и его супруга, получившего некоторое признание и популярность в скандинавских странах. В 1983 году уже в качестве дуэта «The Glenmarks» Карен и Андерс выиграли «Knokke Cup» на конкурсе в Бельгии, а в 1984 году участвовали в Мелодифестивалене — шведском национальном отборочном туре конкурса «Евровидение».

### Мюзикл «Шахматы» (1984)
Андерс Гленмарк принимал активное участие в создании мюзикла «Шахматы», композиторами которого были Бьёрн Ульвеус и Бенни Андерссон. Кроме того, Андерс и Карен исполняли партии главных бэк-вокалистов. Композицию «One Night in Bangkok» Андерс исполнял совместно с Мюррэем Хэдом: Мюррэй читал речитатив в куплете, а Андерс пел припев. Эта песня очень скоро стала мировым хитом, в частности, достигла третьей позиции в чартах Швеции. Позднее Карен и Андерс Гленмарк исполнили партии Флоренции и Фредерика в шведской постановке «Шахмат».

### Gemini
Группа «Gemini» стала одним из многочисленных проектов, созданных Бенни Андерссоном и Бьёрном Ульвеусом после распада группы ABBA. Вокальные партии исполняли Карен и Андерс, а музыку играли сессионные музыканты, ранее работавшие с известным шведским квартетом. Официальным дебютом «Gemini» стала композиция «Just Like That», которую Андерссон и Ульвеус написали ещё для ABBA в 1982 году, но тогда песня осталась в черновом варианте и не была издана. В новом исполнении «Just Like That» немедленно стала национальным хитом Швеции, однако последовавший за синглом альбом Gemini продавался плохо даже в самой Швеции (был только № 9).
В 1987 году вышел второй альбом дуэта, Geminism. Главным хитом с него стала песня «Mio, My Mio», которую Карен исполнила к одноимённому детскому кинофильму. Новый альбом получил большее признание в Европе, но несмотря на это дуэт прекратил своё существование.

## Дискография
- «Gemini» (1985)

1. Slowly
2. Too Much Love Is Wasted
3. Slow Emotion
4. Just Like That
5. Falling
6. Have Mercy
7. Live On The Love
8. In The Middle Of Nowhere
9. Another You, Another Me

- «Geminism» (1987)

1. TLC
2. Beat The Heat
3. Mio My Mio
4. Ghost Town
5. I Am The Universe
6. Sniffin' Out The Snakes
7. I’m A Bitch When I See Red
8. There’s No Way To Fool A Heart
9. Wild About That Girl
10. Nearly There

- Det bästa med Karin och Anders Glenmark (Greatest Hits, 1987)